# Marià Ramoneda i Llunell
Marià Ramoneda i Llunell (Rubí, Vallès Occidental, 1849-1909) va ésser un hisendat i un perit agrícola.
Fou soci de l'Institut Agrícola Català de Sant Isidre, es dedicà preferentment al conreu de la vinya i a l'Exposició Internacional de Barcelona (1888) obtingué una medalla d'or pels seus vins.
Jutge municipal de Rubí, també participà en activitats cíviques, com a membre de la Junta d'Obres de la Parròquia i de la Junta del Col·legi Sant Pere.
Dins el catalanisme polític, fou un dels fundadors de la Lliga Regionalista de Rubí (1887). Adherit a la Unió Catalanista, fou nomenat delegat a l'Assemblea de Manresa (1892).